# Minivet à bec court
Pericrocotus brevirostris
Espèce
Statut de conservation UICN

 LC  : Préoccupation mineure
Le Minivet à bec court (Pericrocotus brevirostris) est une espèce de passereaux de la famille des Campephagidae.

## Répartition et sous-espèces
Selon la classification de référence du Congrès ornithologique international (15.1, 2025) :
- P. b. brevirostris (Vigors, 1831) — centre/est de l'Himalaya, monts Khasi ;
- P. b. affinis (McClelland, 1840) — nord-est de l'Inde, Yunnan et nord de la Birmanie ;
- P. b. neglectus Hume, 1877 — plateau Shan et nord du Laos ;
- P. b. anthoides Stresemann, 1923 — sud de la Chine et nord du Viêt Nam ;